# Don Fagerquist
Donald A. Fagerquist (Worcester, Massachusetts, 6 februari 1927 - Los Angeles, 24 januari 1974) was een jazztrompettist in de swing en West Coast Jazz. 

## Biografie
Don Fagerquist speelde in kleine West Coast Jazz-groepen, maar tevens in bigbands. Later was hij actief als een veelgevraagd studiomuzikant, zo deed hij mee aan plaatopnames van Mal Hallett (1943), Gene Krupa (1944–1950), Artie Shaw (1949–1950), Artie Shaw's Gramercy Five (1949–1950), Woody Herman (1951–1952), Les Brown (1953) en de groep van Dave Pell (1953–1959).
Vanaf 1956 werkte Fagerquist als studiomuzikant in Hollywood, tevens nam hij op met Bob Cooper, Shelly Manne, Shorty Rogers en Red Norvo. Met de orkesten van Nelson Riddle, Paul Weston, Marty Paich en Billy May begeleidde hij Ella Fitzgerald voor meerdere albums in haar Songbook-reeks.
Hij was een lyrisch begaafde solist, toch heeft hij maar twee albums als leider opgenomen: een sessie voor Capitol Records in 1955 (opnieuw uitgebracht als deel van een CD van het Dave Pell Octet: I Had the Craziest Dream) en een plaat voor het jazzlabel Mode 1957 (Music to Fill a Void).
Vanaf 1956 werkte Fagerquist als muzikant voor Paramount Films. Daarnaast nam hij af en toe platen op met Shelly Manne, Mel Tormé en Art Pepper.
In de jaren 60 speelde de trompettist mee op albums van onder meer Pete Rugolo, Frank Comstock, Nelson Riddle, Billy May, Paul Weston, Si Zentner en Dean Martin.  
In 1966 beëindigde Fagerquist om gezondheidsredenen zijn actieve loopbaan. Hij overleed in 1974 in zijn huis.

## Discografie (selectie)
- Benny Carter: All Of Me (Bluebird, 1934-47)
- Bob Cooper: Coop (OJC, 1957)
- Ella Fitzgerald: Ella Swings Lightly (Verve, 1958)
- Gene Krupa: Gene Krupa/Lionel Hampton (Forlane, 1949)
- Dave Pell Octet: Plays Irving Berlin (Fresh Sound, 1953), Plays Burke And Van Heusen (Fresh Sound, 1953), I Had The Craziest Dream (Fresh Sound, 1955), Jazz Goes Dancing (Fresh Sound, 1956)
- Art Pepper: The Artistry Of Art Pepper  (Pacific jazz, 1956-57)
- Shorty Rogers: Shorty Rogers Swings (RCA, 1958-59)